# Sphinx (Yacht)
Die Sphinx ist eine 12mR-Regattayacht, die auf der Bootswerft Abeking & Rasmussen in Lemwerder (Baunummer 3312) als letzte einer Serie von zehn Zwölfern am 28. April 1939 vom Stapel lief. Sie wurde konstruiert vom Werftbesitzer Henry Rasmussen und wurde aus Mahagoni auf Eisenspanten gebaut.
Gemeinsam mit ihren kurz vor Ausbruch des Zweiten Weltkrieges gebauten Schwesterschiffen Inga (Segelnummer G 1), Anita (G 2) und Ashanti (G 3) segelte Sphinx (G 4) unter dem Stander des Norddeutschen Regattavereins (NRV) als Clubschiff sehr erfolgreich auf den Regattabahnen. Die besondere Schnelligkeit der Sphinx hatte ihre Ursache in der um 30 cm längeren Wasserlinie innerhalb der Konstruktionstoleranzen. Anita segelt aktiv auf der Ostsee, Ashanti fiel einem Brand zum Opfer. Sphinx wurde vom NRV an Hans und Wolfgang Freudenberg (Hamburg) verkauft und umbenannt in Lobito.
Im Jahr 1958 erwarb die Deutsche Marine durch den für die Beschaffung zuständigen Konteradmiral Bernhard Rogge die beiden Zwölfer Inga und Lobito (ex Sphinx) für die Schulung der angehenden Marineoffiziere. Inga wurde in Westwind, Sphinx in Ostwind umgetauft und der Marineschule Mürwik in Flensburg-Mürwik unterstellt. Die 12mR-Yachten erhielten aus Sicherheitsgründen eine Seereling, ansonsten wurde am Ausrüstungsstand aus dem Jahr 1939 wenig verändert (keine modernen Winschen, sondern Taljen und Blöcke wie bei der Werftauslieferung).
Im Jahre 2005 wurden beide Yachten über die VEBEG verkauft. Die Sphinx (ex Ostwind) erwarb ein Eignertrio bestehend aus Oliver Berking (Robbe & Berking), Gorm Gondesen und Jochen Frank aus Flensburg.
Die Eigner führten von 2006 bis 2008 eine grundlegende Restaurierung der Sphinx sehr nahe an den Originalplänen der Bauwerft durch mit dem Ziel, die 12mR-Yacht möglichst lange zu erhalten und zukünftig wieder wettbewerbsfähig auf Regatten einzusetzen. Sie fährt heute unter dem Stander des Flensburger Segel-Clubs. Die Yacht erhielt ihren alten Taufnamen Sphinx und ihre ursprüngliche Bootsfarbe schwarz-blau zurück. Bei den Wiederherstellungsarbeiten wurden alle Planken im Unterwasserbereich ersetzt und alle Eisenspanten durch Spanten aus Nirosta ausgetauscht. Die gesamte Inneneinrichtung, der Bug- und Heckkorb samt Seereling wurden entfernt. Die Winschen und Blöcke zur Segelbedienung wurden allerdings den modernen Gegebenheiten und den Ansprüchen an das heutige Regattasegeln angepasst. Die Gewichtsreduzierung zum Ausrüstungsstand als Ostwind macht ein um 10 cm nach unten versetzter Wasserpass deutlich. Der Segelplan ist wie folgt vermessen: Großsegel: 140 m², Genua I: 100 m², Genua II: 85 m² sowie Spinnaker 265 m².

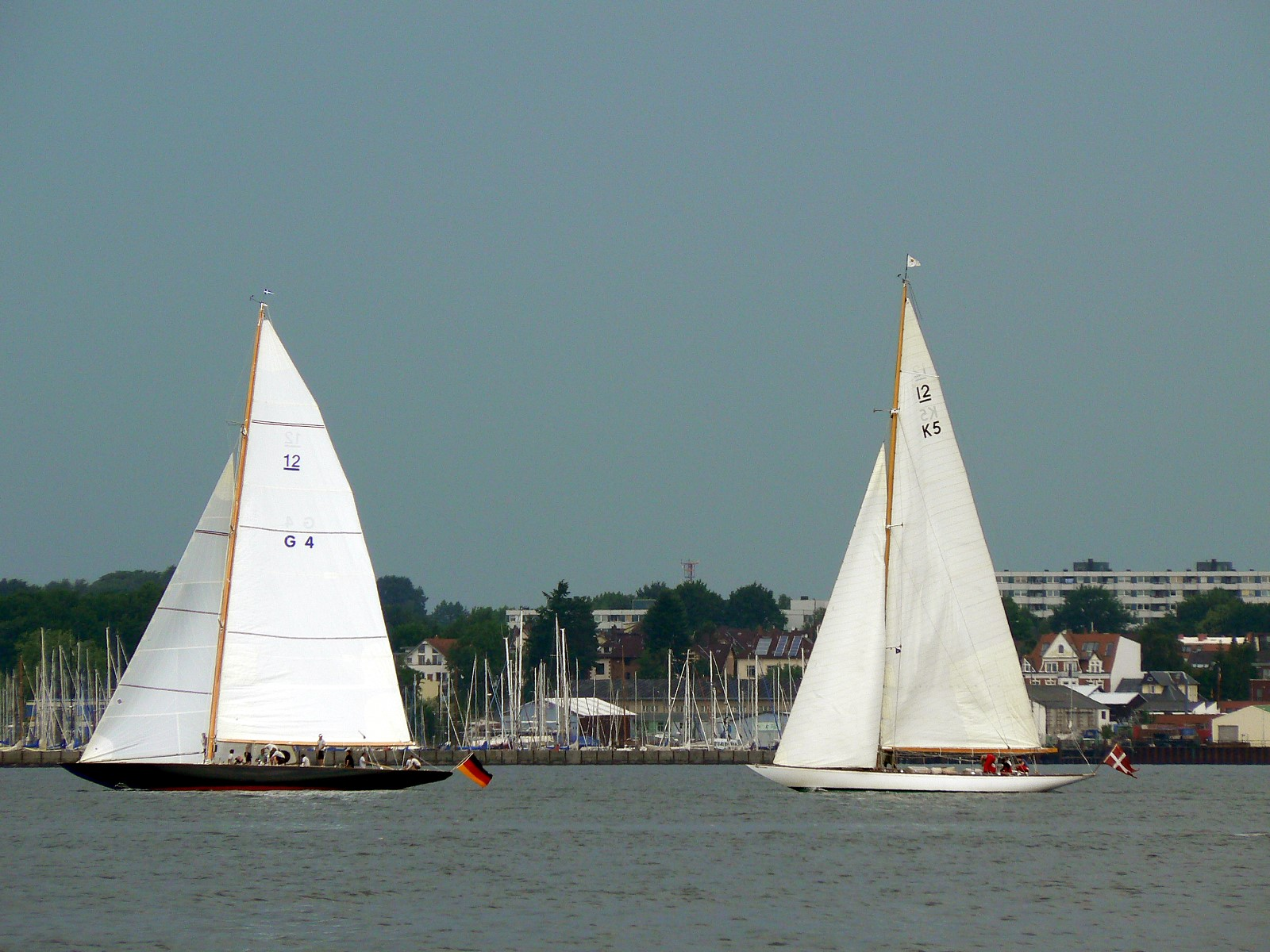
Die 12mR-Yachten Sphinx und Vanity V auf der Kieler Förde 2008
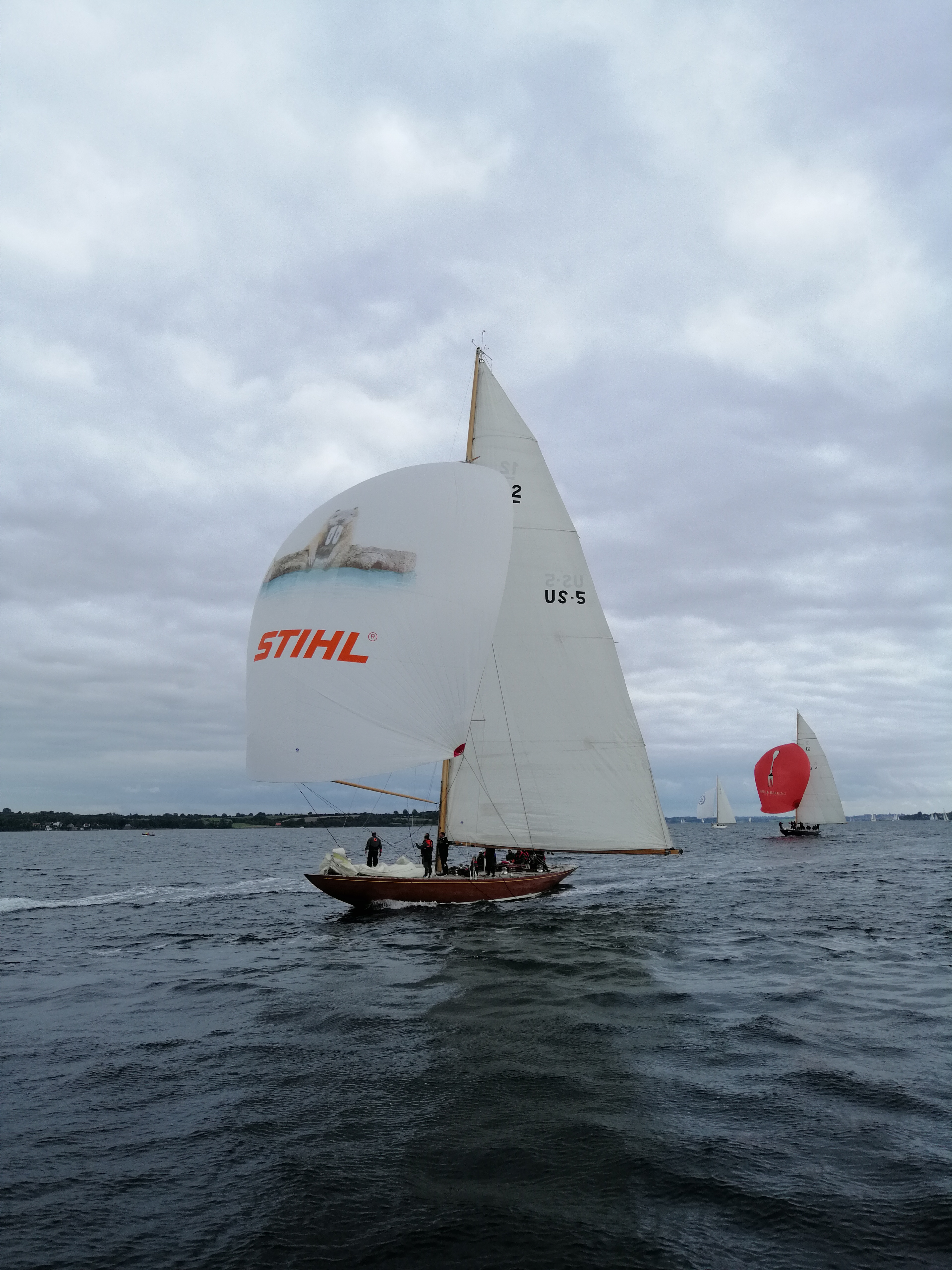
Anitra (US-5) und Sphinx (G-4) (rechts)
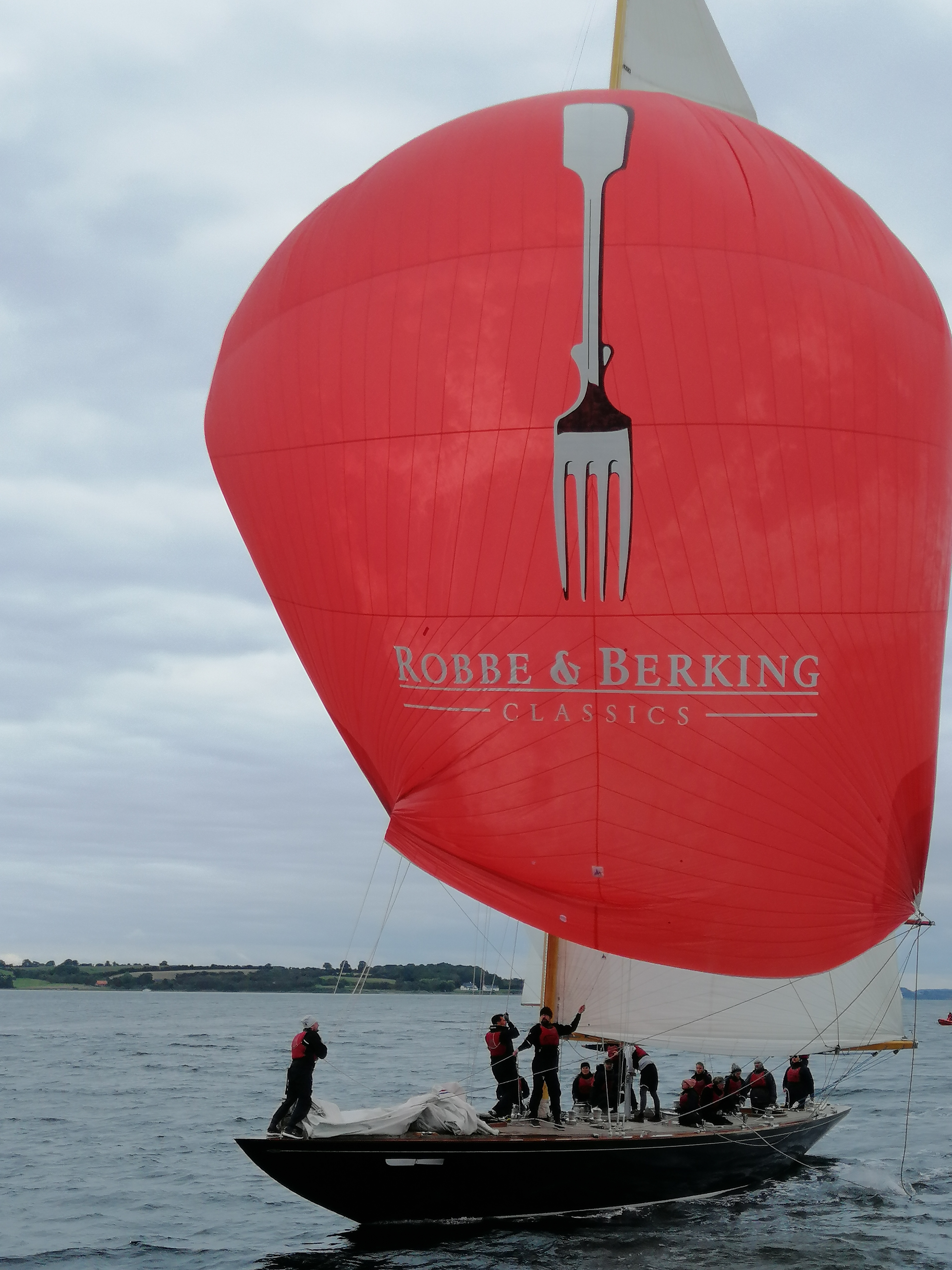
Sphinx beim Robbe & Berking Sterling Cup 2021
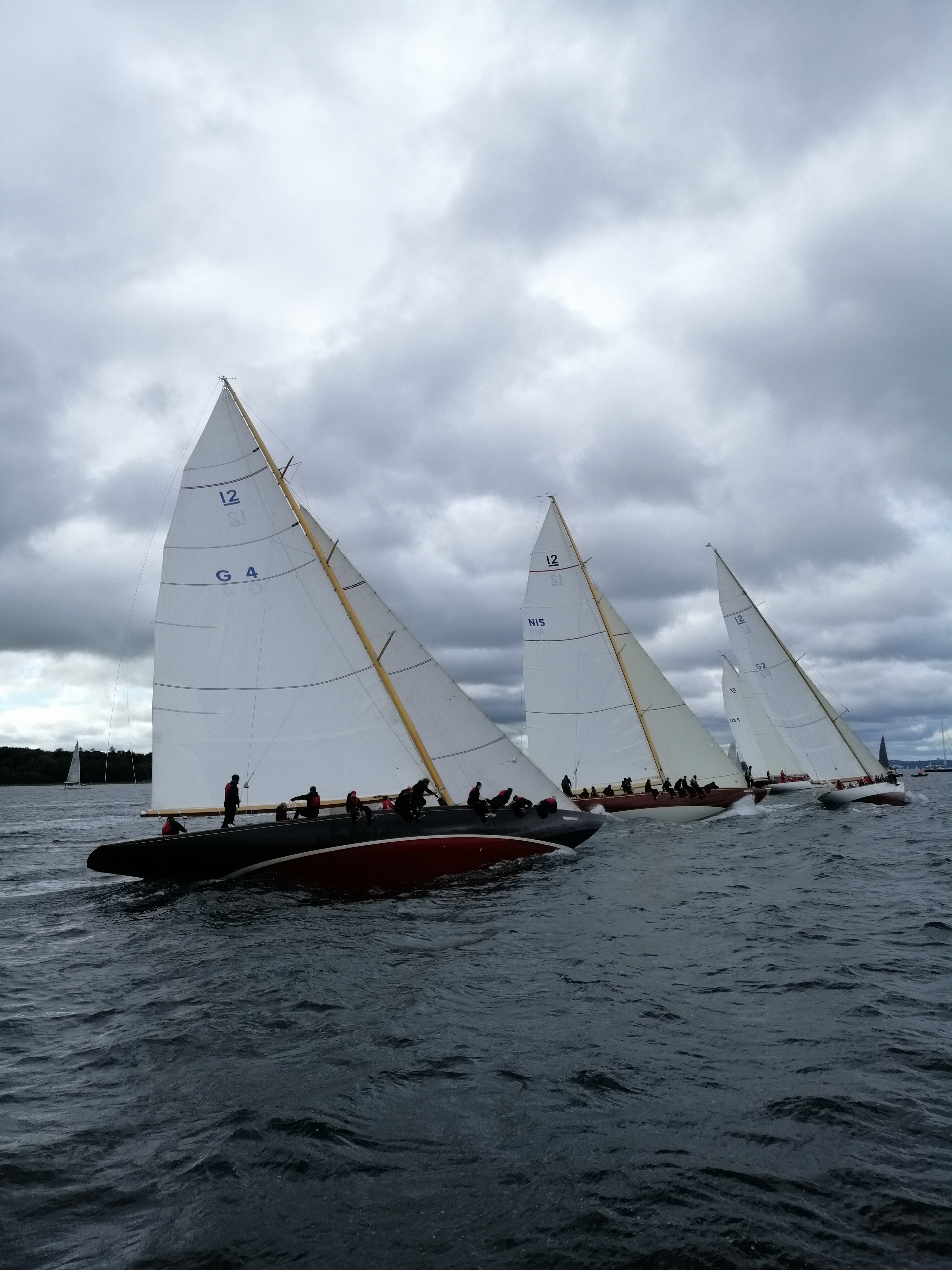
Regattastart (von links): Sphinx (G-4), Nini Anker (N-15), Anita (G-2)